# False Confessions
False Confessions er en dansk dokumentarfilm fra 2018 instrueret af Katrine Philp.

## Handling
Den danskfødte forsvarsadvokat Jane Fisher-Byrialsen kæmper for at forhindre falske tilståelser, så færre ender i fængsel for forbrydelser, de ikke har begået. Gennem fire af hendes sager, der involverer falske tilståelser, undersøger filmen de psykologiske aspekter, der er i spil, når mennesker tilstår noget de ikke har gjort, og hvilke konsekvenser det har for dem, deres familier og for samfundet.

## Medvirkende
- Jane Fisher-Byrialsen
- Malthe Thomsen
- Korey Wise
- Renay Lynch
- Lorenzo Montoya
- Saul Kassin
- Jason Flom
- Kaitlin F. Nares
- Rinaldo Ray Moss
- David Fisher-Byrialsen
- Michael Lawandus
- India B. Henderson
- Deborah Royal
- Matthew Marvin
- Jay Salpeter
- Raquel Hunter
- Jackson Fisher-Byrialsen
- Liv Fisher-Byrialsen
- Rayna Moss
- Raymond Moss
- Raymar Moss